# Элин и Хорснес
Элин и Хорснес (швед. Elin i Horsnäs; ум. после 28 сентября 1611 года) ― шведка, при жизни считавшаяся ведьмой. Одна из немногих ведьм в Швеции, казнённых до 1668 года. Уголовный процесс с её участием также является наиболее документированным слушанием по делу о колдовстве до 1668 года.

## Биография

### Первые обвинения
Элин была вдовой, которая жила в Смоланде в начале XVII века. Односельчане долго считали её ведьмой, и о ней ходило множество слухов. Так, в 1591 году Маретта Лареса, однажды поругалась с Элин и назвала её ведьмой. Элин за это ударила её перед несколькими свидетелями, а Маретта вскоре после этого случая скончалась.
Элин была обвинена в колдовстве впервые в 1599 или 1601 году. Палач Хокан провёл её через испытание водой вместе с двумя другими женщинами, имена которых не сохранились. Она прошла испытание, пойдя ко дну, и была оправдана, но две другие женщины были осуждены и казнены. Считается, что она подкупила Хокана, и, учитывая более поздние события, представляется вероятным, что она оказала ему сексуальные услуги. Элин освободили, но, хотя обвинения были сняты, подозрения в отношении неё остались.

### Хокан, охотник на ведьм
Активная охота на ведьм началась в Швеции в 1668 году, хотя Смоланд поначалу она не затронула. Тем не менее ещё в начале XVII века в провинции было проведено несколько (хотя и плохо документированных) судебных процессов над ведьмами, закончившихся испытанием водой и пытками. Их проводил Хокан, который был официальным палачом в Йёнчёпинге между 1588 и 1638 годами; считается, что он был специалистом в этой области. Вероятно, он получил соответствующее образование за границей, где узнал о суровых испытаниях водой, о дьявольском знаке и о пытках, которые использовались при испытании ведьм в других странах. В первый год его работы женщине, которая была освобождена от обвинений в колдовстве, угрожали, что, если её когда-нибудь снова обвинят, Хокан подвергнет её испытанию водой; два года спустя он испытал этим способом двух женщин в Йенчёпинге ― возможно, впервые в истории Швеции. В 1594 году он прославился за то, что ему удалось разоблачить женщину, известную по прозвищу «Герман-билла», заставив её признаться в колдовстве.
Всё это происходило период, когда в стране не было отдельного закона, запрещавшего колдовство. Когда в 1590-х годах в Швеции произошла первая настоящая охота на ведьм, никто не знал, что с ним делать: старый средневековый закон о колдовстве считал это деяние преступлением небольшой тяжести, которое не имело ничего общего с Дьяволом и которое подлежало наказанию только в том случае, если оно привело к чьей-либо смерти. Эти первые судебные процессы над ведьмам были плохо документированы, но известно, что лишь немногие из них привели к смертному приговору. Большинство обвиняемых до 1608 года, такие как Кристин Халтаби в 1604 году и Карин Монсдоттер в 1605 году, ― были либо оправданы, либо, будучи признанными виновными, подлежали только телесному наказанию. Однако в 1608 году закон о колдовстве, основанный на Библии, был наконец принят. Согласно ему колдовство каралось смертью, и именно после принятия этого закона Элин снова была обвинена и предана суду.

### Второе обвинение
В 1611 году Элин был предана суду в Суннербо. Хокан был призван на суд, чтобы разоблачить эту знаменитую ведьму, спустя десять лет после их первой встречи. Неизвестно, сколько лет тогда было Элин, но в 1611 году её мать была ещё жива, её сестра была замужем, а её сын был подростком (или даже ребёнком), поэтому пожилой женщиной она быть не могла.
На тот момент она была замужем за Олуффсом. Ей был представлен длинный список обвинений: так, утверждалось, что она практиковала любовную магию на женихе своей сестры Саймоне Турессоне, когда он собрался разорвать помолвку; убила своего первого мужа Нильса Педерссона и односельчанку Маретту Ларессу с помощью магии; заразила скот при помощи колдовства, а затем брала деньги, чтобы вылечить их; использовала заколдованных зайцев, чтобы высосать молоко из чужого скота и принести его ей.
У неё был спор со своим бывшим тестем (отцом её первого мужа). Он обвинил её в том, что она убила его сына из-за наследства и наложила хворь на зятя, когда тот попытался помирить их. Свидетели утверждали, что во время свадьбы её сын сказал другим мальчикам, что одна из птиц в небе над ними была его матерью, и эта птица приходила к нему каждый раз, когда он вызывал её.
Судьи получили столько обвинений и жалоб на Элин от её соседей, что устали их слушать. Наконец, они решили принять обвинения к рассмотрению и снова предать её суду.

### Судебный процесс
Элин отвергла обвинения. В отличие от других замужних женщин, она не просила мужа говорить за неё, а защищала себя сама. В то время замужним женщинам разрешалось выдвигать своих мужей в качестве своих представителей, не присутствуя на слушании самим. Это часто приводило к очень хорошим для них результатам, но, очевидно, мужу Элин не было дозволено защищать её: возможно, из-за того, что обвинений было выдвинуто слишком много.
Бейлиф Суннбербо попросил помощи у губернатора в Йёнчёпинге, и тот прислал Хокана, разрешив ему провести испытание водой. Суду было разрешено судить её, но не казнить без одобрения вышестоящей инстанции.
Когда Хокан тайно наблюдал за ней, «чтобы избежать её дурного глаза», он обнаружил, что у неё под правой грудью был знак дьявола. Он просил наблюдать за ней без её ведома, при этом она в момент осмотра была полностью одета. На этом основании исследователи приходят к выводу о том, что он видел её обнажённой раньше и он помог ей пройти первое испытание за то, что она подкупила его сексуальными услугами. И если бы она знала, что он осматривает её, она могла бы раскрыть это обстоятельство.
Когда её осмотрела группа женщин, они обнаружили, что он был прав: они утверждали, что никогда раньше не видели ни одной женщины с таким знаком.
Она снова подверглась испытанию водой, но на этот раз его не прошла. Когда её вытащили из воды, она сразу же сказала, что, если бы ей дали время на подготовку, она бы прошла испытание. Хокан приказал обрить голову Элин, как это тогда делалось в Германии, а затем приступил к пыткам. Она не созналась в колдовстве, но вскоре признала, что использовала мышьяк, чтобы убить своего первого мужа.
Элин была приговорена к смертной казни путём обезглавливания 28 сентября 1611 года. Приговор был приведён в исполнение «после единодушного призыва» со стороны церкви, суда и всей общественности. Точная дата и ход казни, похоже, не были задокументированы.
Хокан продолжал преследовать ведьм до своей смерти в 1638 году; он участвовал в процессе Бритты Арфвидсдоттер в 1616 году и Ингеборги Боггесдоттер в 1618 году, которые были казнены за колдовство в 1619 году. В 1615 году судья, приговоривший Элин к смертной казни, был допрошен властями. Их интересовал вопрос о том, прошёл ли процесс надлежащим образом: именно поэтому он был задокументирован наилучшим для своего времени образом.